# Eurytoma hecale
Eurytoma hecale är en stekelart som beskrevs av Walker 1843. Eurytoma hecale ingår i släktet Eurytoma och familjen kragglanssteklar. Inga underarter finns listade i Catalogue of Life.